# Просторни звук 5.1
Просторни звук 5.1 (енгл. 5.1 surround sound) уобичајени је назив за шестоканални аудио систем просторног звука. 5.1 је најчешће коришћен у кућном позоришту. Користи пет канала пуног пропусног опсега и један канал са ефектима ниске фреквенције („тачка један”). Долби дигитал, Долби про логик II, ДТС, СДДС, и THX су уобичајени 5.1 системи. 5.1 је и стандардна звучна компонента оклопљеног звуга за дигитално емитовање и музику.
Сви 5.1 системи користе исте канале звучника и конфигурацију, са предњим левим и десним, централним каналом, два оклопљена канала и каналом за ефекте ниске фреквенције који је дизајниран за подвуфер.